# Casa Capitular (Bellvei)
La Casa Capitular és una obra de Bellvei (Baix Penedès) inclosa a l'Inventari del Patrimoni Arquitectònic de Catalunya.

## Descripció
Edifici de tres plantes, amb la façana arrebossada i pintada. Presenta una escalinata d'accés. Els baixos tenen una porta d'arc de mig punt dovellat i a l'esquerra una finestra rectangular de nova construcció. La primera planta presenta a la dreta una finestra rectangular amb ampit, i a l'esquerra una porta balconera amb base i barana de ferro forjat. La segona planta consta de dues finestres rectangulars col·locades verticalment

## Història
Les notícies històriques són molt minses, tan sols ens podem guiar per la data de 1701 que hi ha a la clau de la porta d'accés. Però cal dir que tan l'interior com l'exterior han sofert moltes modificacions.